# 顿丘郡
顿丘郡，中国西晋时设置的郡。
泰始二年（266年）置，治所在顿丘县（今河南省清丰县西南）。辖境相当今河南省清丰、濮阳、内黄、南乐、范县等市县地。北齐废。 